# 华新街街道
华新街街道，是中华人民共和国重庆市江北區下辖的一个街道办事处。

## 行政区划
华新街街道下辖以下地区：
桥北社区、华新社区、嘉陵社区、适中社区、建新社区、大兴社区、野水沟社区、董家溪社区和东方家园社区。

## 交通
- 华新街站